# Yonne (departma)
Yonne (oznaka 89) je francoski departma, imenovan po reki Yonne, ki teče skozenj. Nahaja se v regiji Burgundiji.

## Zgodovina
Departma je bil ustanovljen v času francoske revolucije 4. marca 1790 iz dela nekdanje pokrajine Burgundije.

## Geografija
Yonne leži v severnem delu regije Burgundije. Na jugovzhodu meji na Côte-d'Or, na jugu na Nièvre, na zahodu na Loiret (regija Center), na severu na Seine-et-Marne (regija Île-de-France), na severovzhodu pa na Aube (regija Šampanja-Ardeni).